# Mietshäuser Tkacka-Straße 7-9
Die Mietshäuser Tkacka-Straße 7-9 sind drei rekonstruierte spätklassizistische Mietshäuser in der Ulica Tkacka im Bereich der Stettiner Altstadt im Stadtbezirk Śródmieście. Die Häuser sind die einzigen Gebäude im östlichen Teil der Altstadt, die bis auf die Grundmauern abgerissen und anschließend wieder aufgebaut wurden, wobei die Verzierungen der Fassaden originalgetreu rekonstruiert wurden.

## Geschichte
Die Häuser wurden im 19. Jahrhundert an der damaligen Großen Wollweberstraße errichtet. Sie gehörten zu den wenigen Gebäuden der Altstadt, die die Bombardierung der Stadt im Zweiten Weltkrieg und den Abriss der altstädtischen Gebäude in der Nachkriegszeit überstanden. Nach dem Krieg wurden sie jedoch nicht renoviert, worauf die in den Erdgeschossen erhaltenen bemalten Schilder aus der Vorkriegszeit hindeuteten. Ende der 1990er Jahre verdeutlichten rissige Wände, abfallender Putz, feuchte Stellen und fehlende Ziegelfugen an den Fassaden den schlechten Zustand der Mietshäuser. Gutachten zeigten, dass eine Renovierung nicht möglich war, und so wurden die Häuser um 2007 auf Beschluss des städtischen Denkmalpflegers abgerissen. Der Investor wurde verpflichtet, neue Mietshäuser zu bauen und die Fassaden im Zustand vor dem Abriss zu rekonstruieren. Das Projekt begann im Jahr 2010 und wurde 2011 abgeschlossen.

## Galerie

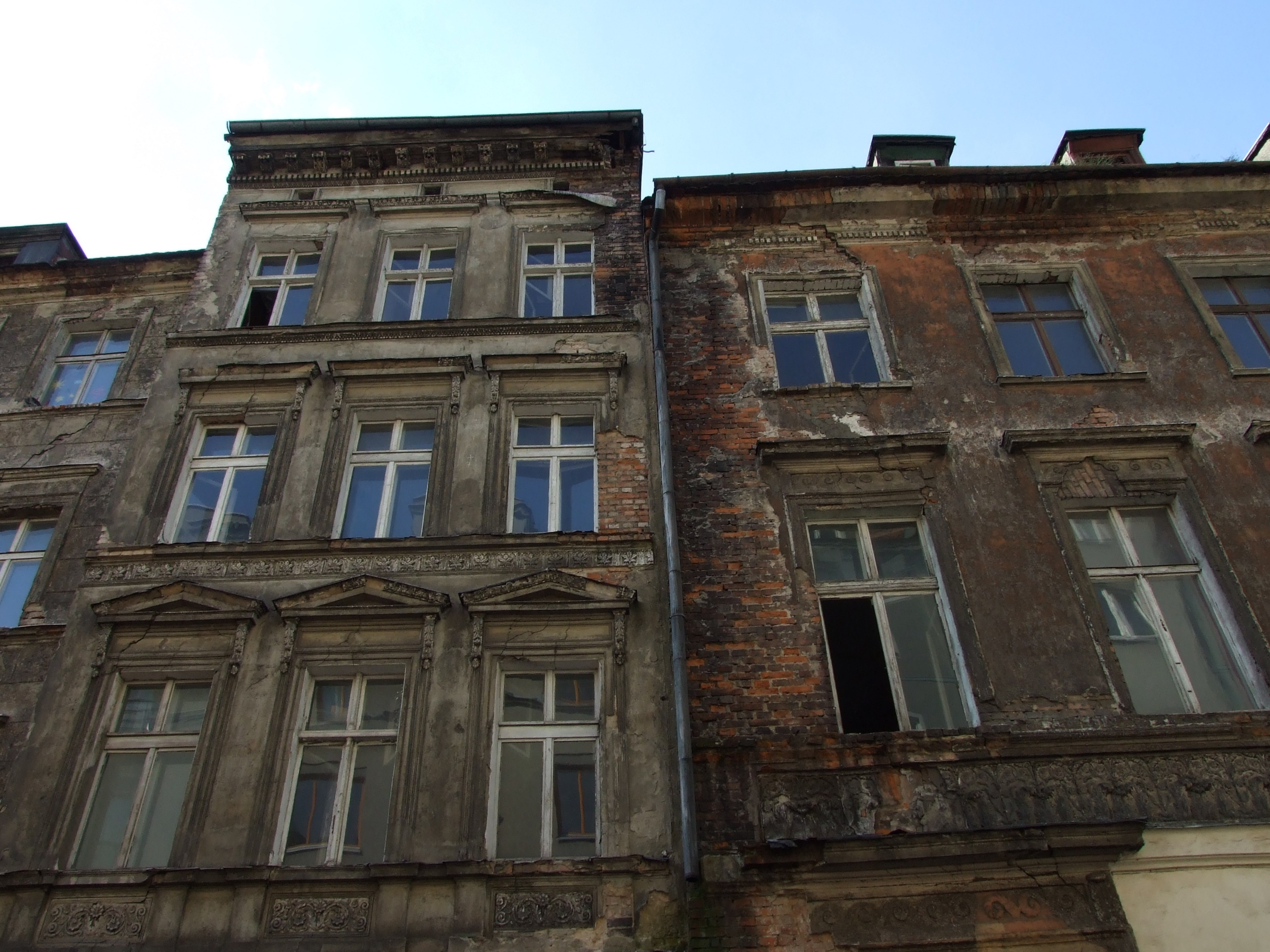
Mietshäuser vor dem Abriss
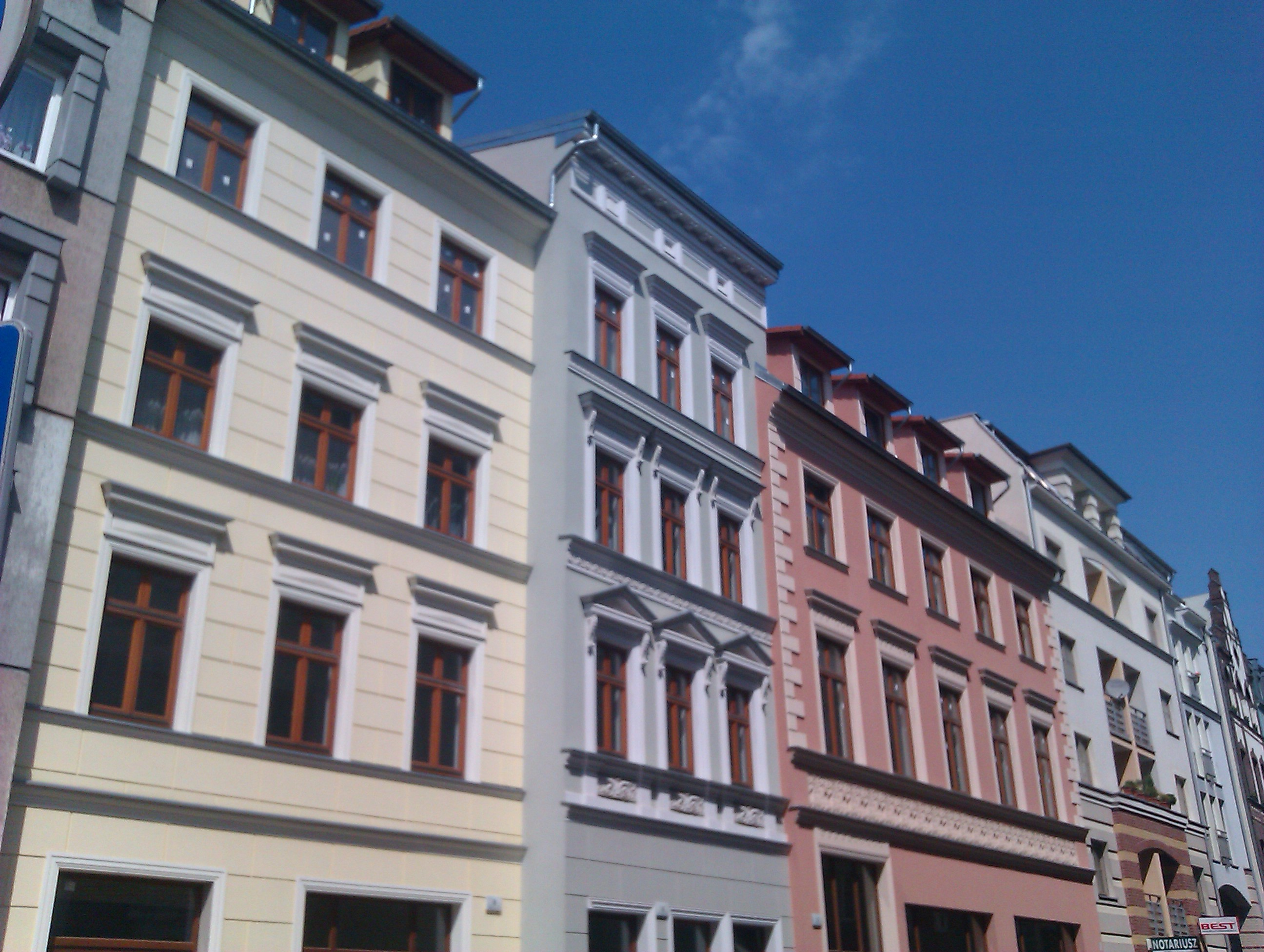
Mietshäuser kurz nach der Rekonstruktion